# Mallapur Kariyat Nesargi, Sampgaon
Mallapur Kariyat Nesargi là một làng thuộc tehsil Sampgaon, huyện Belgaum, bang Karnataka, Ấn Độ.